# الاتحاد الدولي للألعاب الجامعية
الاتحاد الدولي للألعاب الجامعية (بالإنجليزية: International University Sports Federation)‏ و (بالفرنسية: Fédération Internationale du Sport Universitaire)‏ هو الاتحاد المشرف في الألعاب الجامعية الخاصة برياضيي الجامعات عبر العالم، تأسس في سنة 1949 يشرف عليه الروسي أوليغ ماتسين، وكان مقر الاتحاد يقع في مدينة بروكسل في بلجيكا قبل أن يتم نقله في سنة 2011 إلى مدينة لوزان في سويسرا.